# Karl Schaidler
Karl Schaidler (* 14. März 1908 in München; † 1990) war ein deutscher Schauspieler bei Bühne, Film und Fernsehen.

## Leben und Wirken
Schaidler hatte die Realschule absolviert und erhielt seine künstlerische Ausbildung an einer Theaterschule und dem Kutscher-Seminar in München. Er begann 1933 an der Bayerischen Landesbühne, wechselte anschließend an das Fürther Stadttheater, ehe er endgültig an Münchner Spielstätten zurückkehrte. Dort sah man ihn nach 1945 unter anderem am Volkstheater, dem Bayerischen Staatsschauspiel und dem Theater am Gärtnerplatz, dem er zuletzt viele Jahre lang angehörte.
Kurz nach Anbruch des Tonfilmzeitalters in Deutschland wurde Schaidler auch als Synchronsprecher herangezogen. Seit seinem Debüt an der Seite von Hans Albers in Henker, Frauen und Soldaten (1935) wirkte Schaidler auch in Kinofilmen mit, kam dort aber nur selten über Chargenrollen hinaus. Seit den ausgehenden 1950er Jahren begann das Fernsehen immer mehr an Bedeutung zu gewinnen. In den 1960er Jahren sah man ihn auch in mehreren Folgen der ZDF-Serien Das Kriminalmuseum und Königlich Bayerisches Amtsgericht. Seine letzten Auftritte im Fernsehen absolvierte Karl Schaidler in zwei Derrick-Kriminalfällen.

## Filmografie
- 1935: Henker, Frauen und Soldaten
- 1938: Dreizehn Mann und eine Kanone
- 1943: Die unheimliche Wandlung des Axel Roscher
- 1944/50: Die Schuld der Gabriele Rottweil
- 1950: Vom Teufel gejagt
- 1950: Der Mann, der zweimal leben wollte
- 1953: Salto Mortale
- 1954: Das fliegende Klassenzimmer
- 1954: Feuerwerk
- 1954: Geliebtes Fräulein Doktor
- 1955: Es geschah am 20. Juli
- 1955: Admiral Bobby
- 1956: Smaragden – Geschichten
- 1957: Pulverschnee nach Übersee
- 1957: Der Bauerndoktor von Bayrischzell
- 1958: Die Bernauerin
- 1960: Die Lokalbahn
- 1962: Die Flucht
- 1963: Das Kriminalmuseum: Fünf Fotos
- 1964: Das Kriminalmuseum: Akte Dr. W.
- 1964: Das Kriminalmuseum: Tödliches Schach
- 1965: Alarm in den Bergen (TV-Serie, eine Folge)
- 1967: Millionen für Penny
- 1968: Bei Kerzenlicht
- 1969–71: Königlich Bayerisches Amtsgericht (mehrere Folgen)
- 1973: Tatort: Weißblaue Turnschuhe
- 1973: Der Barbier von Sevilla
- 1974: Mordkommission (TV-Serie, eine Folge)
- 1977: Der Alte (eine Folge)
- 1977–78: Derrick (zwei Folgen)